# ファルフ・ルジマートフ
ファルフ・ルジマートフ（Farouk Ruzimatov, 露: Фарух Садуллаевич Рузиматов, 1963年6月26日 - ）は、ロシアのバレエダンサー。

## プロフィール
ウズベキスタンのタシケント生まれ。
『白鳥の湖』『ジゼル』など古典作品に限らず、ジョージ・バランシンの『放蕩息子』、モーリス・ベジャールの『バクチ』、ローラン・プティの『若者と死』『カルメン』など、幅広いレパートリーを持つ。技術の高さのみならず、古典作品では品のある美しさ、モダン作品では確立された個性を打ち出すその演技性も、高く評価されている。
- ワガノワ・バレエ学校の視察団の目に留まり、10歳で故郷を離れる。1973年、同校に入学。
- 卒業後、1981年にソリストとしてキーロフ・バレエ（マリインスキー劇場）に迎えられ、1986年からプリンシパルを務める。
- 1983年、ヴァルナ国際バレエコンクールで銀メダルを獲得。
- 1984年には、第一回パリ国際バレエコンクールで特別賞を受賞。
- 1990年には、ゲストとしてアメリカン・バレエ・シアターに参加。その後帰国し、キーロフ・バレエへ戻る。
- 2000年、ロシア人民芸術家の称号を授与。
- 2002年には、「モーツァルトとサリエリ」で演劇デビューも果たした。
- 2007年、5月11日にムソルグスキー/ミハイロフスキー記念サンクトペテルブルク国立アカデミー･オペラ･バレエ劇場[1]のバレエ部門芸術監督に就任した[2]。
- 2009年10月、自分で踊ることに集中するため、芸術監督を辞任し顧問となる[3]。

初来日は、1986年。